# Fahrzeugkatalysator
Der Fahrzeugkatalysator, auch kurz Katalysator (umgangssprachlich Kat), dient der Abgasnachbehandlung in Fahrzeugen mit Verbrennungsmotor. Durch den Katalysator können die Schadstoffemissionen im Abgas drastisch reduziert werden. Meist wird die gesamte Anlage zur Abgasnachbehandlung als Fahrzeugkatalysator bezeichnet.

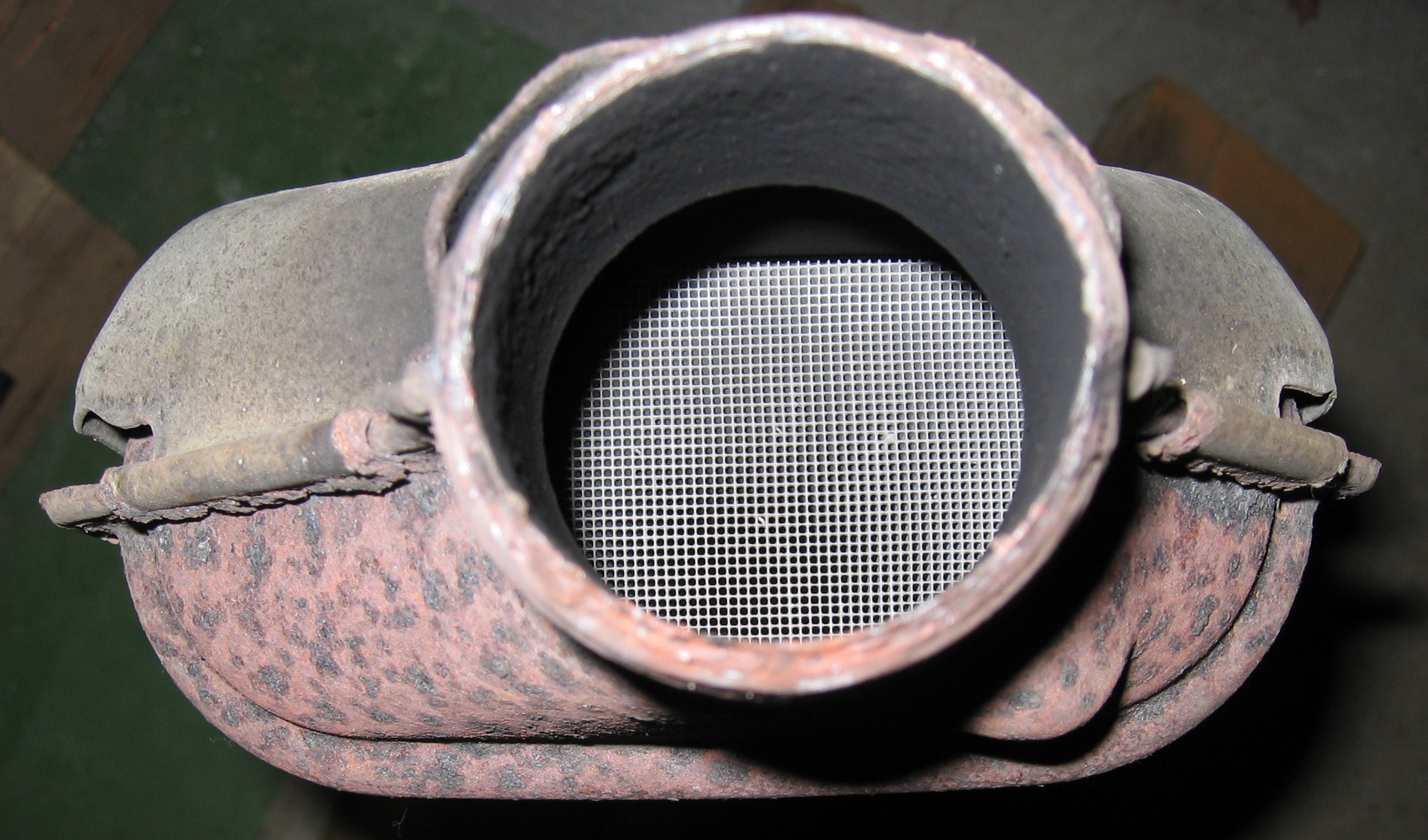
Fahrzeugkatalysator mit Wabenkörper aus Keramik

## Geschichte
Erfinder des ersten Autoabgaskatalysators war der französische Ingenieur Eugene Houdry. Um 1950, als die Ergebnisse erster Untersuchungen über Smog in Los Angeles veröffentlicht wurden, machte er sich Gedanken über den Einfluss von Autoabgasen auf die Luftverschmutzung und gründete ein spezielles Unternehmen, die Oxy-Catalyst Company, die Abgaskatalysatoren für Benzinmotoren entwickeln sollte – eine Idee, die ihrer Zeit weit voraus war. Er entwickelte den ersten Autoabgaskatalysator und erhielt 1956 ein Patent dafür (US2742437). Allerdings wurden diese ersten Autoabgaskatalysatoren nicht eingesetzt, da sie vom Blei im Antiklopfmittel Tetraethylblei vergiftet wurden.
Später entwickelten John J. Mooney und Carl D. Keith den Drei-Wege-Katalysator bei der Engelhard Corporation, die ihn 1973 in den Markt einführte. Da ein Ottomotor mehr und deutlich höhere Emissionen als ein Dieselmotor hat und der Drei-Wege-Katalysator bei letzterem nicht einsetzbar ist, gerade weil die CO- und HC-Emissionen fehlen, die er für seine Funktion benötigt, wurden Fahrzeugkatalysatoren zuerst beim Benzinmotor eingeführt.
In Deutschland wurden die ersten PKW mit Katalysator erst ab 1985 zugelassen, in der Folgezeit wurden Neuwagen zunehmend mit Katalysatoren ausgestattet, ehe ab 1993 eine EU-weite Katalysator-Pflicht für alle Neuwagen mit Ottomotor festgelegt wurde.

## Aufgabe und Wirkungsweise
Die Aufgabe des Fahrzeugkatalysators ist die chemische Umwandlung der Verbrennungsschadstoffe Kohlenwasserstoffe (CmHn), Kohlenstoffmonoxid (CO) und Stickoxide (NOx) in die ungiftigen Stoffe Kohlenstoffdioxid (CO2), Wasser (H2O) und Stickstoff (N2) durch Oxidation beziehungsweise Reduktion. Je nach Betriebspunkt des Motors und bei optimalen Betriebsbedingungen des Katalysators können Konvertierungsraten nahe 100 % erreicht werden. In der Abgasnachbehandlung sind neben den gasförmigen Schadstoffen auch Ruß bzw. Partikel zu verringern, siehe dazu Dieselrußpartikelfilter bzw. Ottopartikelfilter.
Da die optimale katalytische Aktivität nur in einem bestimmten Temperaturbereich vorhanden ist, kann sowohl durch den Aufbau der Abgasanlage als auch durch die Betriebsstrategie die Wirksamkeit erheblich beeinflusst werden. Insbesondere das schnelle Erreichen der Konvertierung nach dem Fahrzeugstart hat erheblichen Einfluss auf die Gesamtemissionen.

## Aufbau

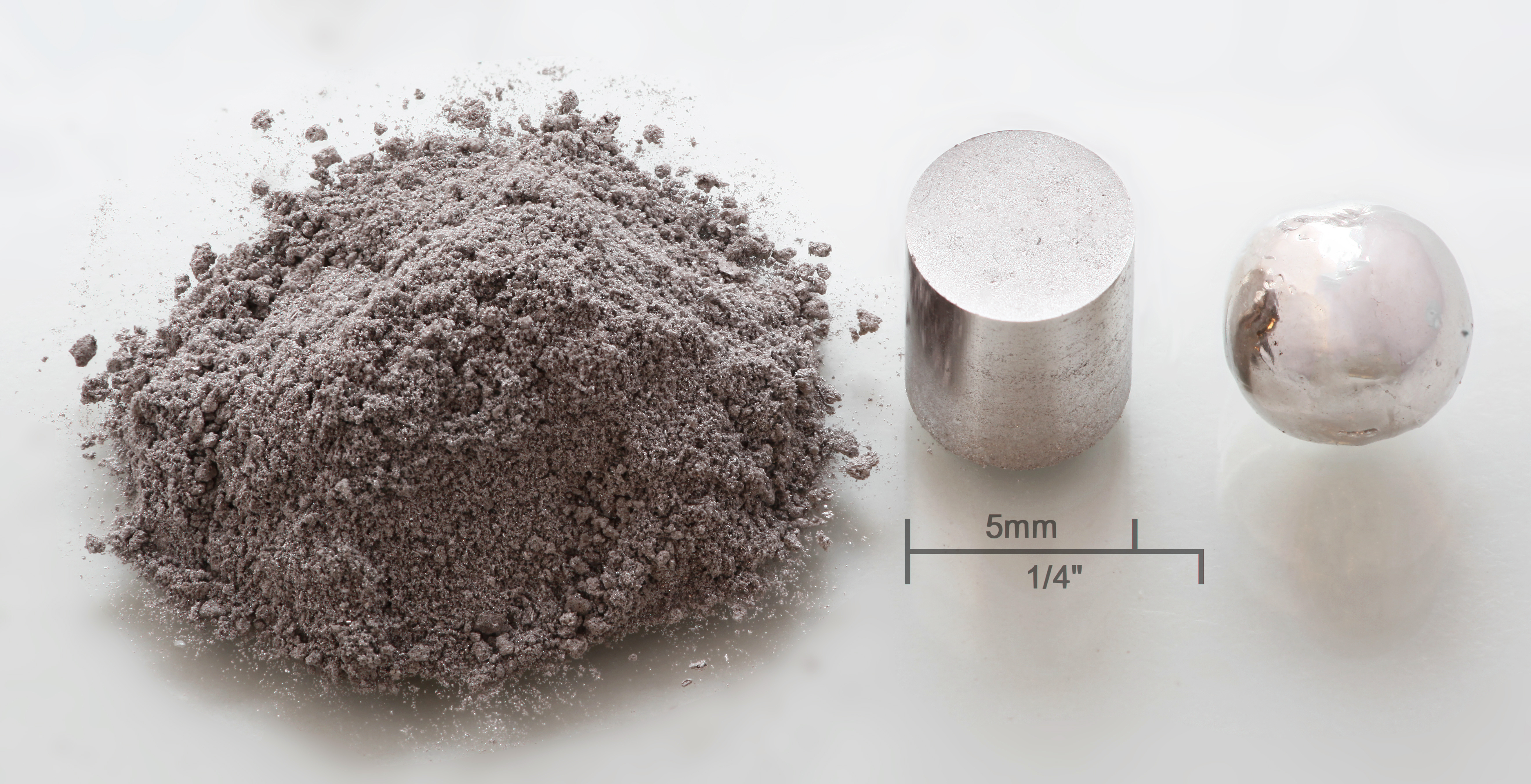
Rhodium, ein möglicher Bestandteil von Katalysatoren.

Der Fahrzeugkatalysator besteht meistens aus mehreren Komponenten. Als Träger dient ein temperaturstabiler Wabenkörper aus Keramik, in der Regel Cordierit oder Metallfolien (z. B. Metalit), der eine Vielzahl dünnwandiger Kanäle aufweist. Auf dem Träger befindet sich der sogenannte Washcoat. Er besteht aus porösem Aluminiumoxid (Al2O3)  und dient der Vergrößerung der Oberfläche. Durch die hohe Rauheit wird eine große Oberfläche von bis zu mehreren hundert Quadratmetern pro Gramm realisiert. In dem „Washcoat“ sind die katalytisch aktiven Substanzen eingelagert. Je nach Katalysatortyp sind diese unterschiedlich. Bei modernen Dreiwegekatalysatoren sind dies z. B. die Edelmetalle Platin, Rhodium oder Palladium bzw. eine Kombination aus diesen. Der keramische Träger ist mittels spezieller Lagermatten, den sogenannten Quellmatten, etwa aus Hochtemperaturwolle, seltener in Kombination mit Drahtgestricken, in einem metallischen Gehäuse, dem sogenannten „Canning“, gelagert.
Spezielle Matten oder ein zusätzliches Metallgehäuse sind bei den Metall-Katalysatoren nicht notwendig. Das „Canning“ ist fest im Abgasstrang des Fahrzeuges verbaut und besitzt zum Teil weitere Anschlussmöglichkeiten für zum Beispiel Lambdasonden oder Thermoelemente. Es gibt auch Metall-Katalysatoren mit integrierten Lambdasonden.

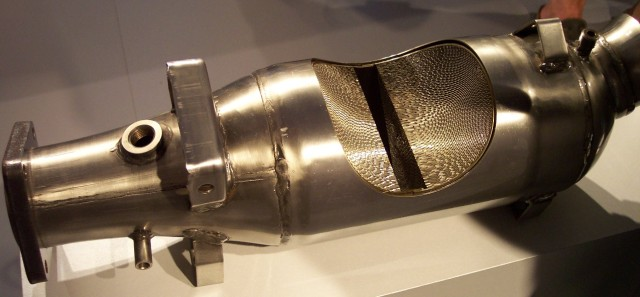
Aufgeschnittener Fahrzeugkatalysator mit metallischem Träger

## Arten

### Geregelter Drei-Wege-Katalysator
Bei einem geregelten Drei-Wege-Katalysator (auch G-Kat genannt) findet die Oxidation von CO und CmHn
sowie die Reduktion von NOx parallel zueinander statt: Es werden CmHn mit O2 zu CO2 und H2O oxidiert, CO mit O2 zu CO2 oxidiert und NOx mit CO zu N2 reduziert, bzw. CO zu CO2 oxidiert.
{\displaystyle \mathrm {2\ CO\ +\ O_{2}\longrightarrow \ 2\ CO_{2}} }
{\displaystyle \mathrm {2\ C_{2}H_{6}\ +\ 7\ O_{2}\longrightarrow \ 4\ CO_{2}\ +6\ H_{2}O} }
{\displaystyle \mathrm {2\ NO+\ 2\ CO\longrightarrow \ N_{2}\ +2\ CO_{2}} }
Voraussetzung dafür ist ein konstant stöchiometrisches Kraftstoffverhältnis (λ = 1) von 14,7 Kilogramm Luft pro Kilogramm Superbenzin (Oktan 95) und 14,8 Kilogramm Luft pro Kilogramm Normalbenzin (Oktan 91). Für Ethanol-Kraftstoff ist das stöchiometrische Verhältnis 9:1. Schon eine geringe Abweichung in den mageren Bereich (λ > 1; Luftüberschuss) bewirkt einen sprunghaften Anstieg der Stickoxidemission nach dem Katalysator, da zu wenig Kohlenmonoxid (CO) für die Reduktion vorhanden ist. Deshalb wird das Gemisch zwischen stöchiometrischem und leicht fettem Verhältnis geregelt. Der Drei-Wege-Katalysator kann nur bei Fahrzeugen mit Ottomotor und auf einer Lambdasonde basierenden Lambdaregelung eingesetzt werden. Um kleine und kurzzeitige Abweichungen von λ = 1 puffern zu können, werden Sauerstoffspeicherkomponenten, wie zum Beispiel Cer(IV)-oxid, eingesetzt.
Bei Diesel- und Magermix-Ottomotoren verhindert der Sauerstoffüberschuss im Abgas die Reduktion des NOx und macht spezielle Katalysatoren erforderlich (siehe NOx-Kat und #SCR (Selektive Katalytische Reduktion)).

### Ungeregelter Katalysator
In der Anfangszeit der Katalysatortechnik (in den 1970er Jahren in den USA und ab Anfang der 1980er Jahre in Deutschland) wurden in einer Übergangsphase Katalysatoren zum Nachrüsten von Fahrzeugen angeboten, deren Einbau steuerbegünstigt wurde. Dazu wurde der Mittelschalldämpfer durch den Katalysator ersetzt. Außerdem fanden auch bis Ende der 80er Jahre insbesondere bei preisgünstigen und kleinen Fahrzeugen mit Ottomotor ungeregelte Katalysatoren noch Verwendung. Hierbei wurde die Zusammensetzung des Luft-Kraftstoff-Gemischs nicht durch eine Lambdasonde eingeregelt, sondern lediglich der Abgasstrom durch den Katalysatorblock geleitet. Dementsprechend schlechter war hierbei vor allem der Stickoxidabbau im häufig genutzten Teillastbereich des Motors, bei dem ein mageres Gemisch (Luftüberschuss) ausreichende Fahrleistungen bringt und eine dementsprechende Gemischzusammensetzung aus Gründen der Kraftstoffersparnis bei der Fahrzeugkonzeption bevorzugt wurde. Insbesondere bei den bis Ende der 1980er Jahre überwiegend vorhandenen Motoren mit Vergaser war die Regelung des Luft-Kraftstoff-Gemisches konstruktionsbedingt nicht mit der gleichen Präzision möglich wie bei Motoren mit Saugrohreinspritzung, die sich deshalb seit dieser Zeit im Fahrzeugbau durchgesetzt hat.
Bei Motorrädern finden sich auch heute (Stand 2018) teilweise noch ungeregelte Katalysatoren; insbesondere bei Kleinkrafträdern lohnt sich der technische und wirtschaftliche Aufwand für einen geregelten Katalysator oft nicht. Die Abgasvorschriften erlauben deutlich höhere Emissionen.

### Oxidationskatalysator

#### Dieselmotor
Dieseloxidationskatalysatoren (DOC von englisch diesel oxidation catalytic converter) entfernen Kohlenmonoxid (CO) und Kohlenwasserstoffe aus dem Abgas von Dieselmotoren durch Oxidation mit dem Restsauerstoff:
{\displaystyle \mathrm {2CO+\ O_{2}\longrightarrow 2CO_{2}} }
{\displaystyle \mathrm {C_{n}H_{m}+(n+m/4)\ O_{2}\longrightarrow n\ CO_{2}+m/2\ H_{2}O} }
Dieselmotoren verbrennen kein vorbereitetes Brennstoff-Luft-Gemisch. Der Brennstoff wird innermotorisch in die komprimierte Luft zugegeben. Die Verbrennung selbst verläuft nur lokal stöchiometrisch oder gar unter Sauerstoffmangel. Da der Brennstoff nicht gleichmäßig verteilt wird, führt die Verbrennung in Gänze zu einem hohen Luftüberschuss und damit zu λ > 1. Im Abgas sind daher hohe Sauerstoffkonzentrationen vorhanden. Somit ist die Reduktion von NOx wie beim Drei-Wege-Katalysator nicht möglich. CmHn- und CO-Emission können jedoch durch den Einsatz eines Oxidationskatalysators gemindert werden. Die Oxidationsreaktionen laufen hierbei gleich wie beim Drei-Wege-Katalysator ab. Wegen der deutlich niedrigeren Abgastemperaturen im Vergleich zum Ottomotor sind Diesel-Oxidationskatalysatoren oft nahe am Abgaskrümmer verbaut, der Washcoat enthält nur Platin oder Palladium oder eine Kombination.
Die NOx-Minimierung von Dieselmotoren kann zunächst durch innermotorische Maßnahmen, also die gezielte Beeinflussung der Verbrennung zum Beispiel durch teilweise Abgasrückführung erfolgen.
Dies ist jedoch nur in engen Grenzen möglich, da ansonsten die Ruß-Emission ansteigt und die Motorleistung sinkt. Heute senkt der vermehrte Einsatz von NOx-Speicherkatalysatoren oder SCR-Katalysatoren den NOx-Ausstoß von Dieselfahrzeugen.
Neuere Arbeiten beschäftigen sich mit der Verwendung von Perowskit in Fahrzeugkatalysatoren für Dieselmotoren, die mit Sauerstoffüberschuss betrieben werden, um ihren Wirkungsgrad zu verbessern. Der im Abgas enthaltene Sauerstoff verhindert die Nutzung herkömmlicher Abgaskatalysatoren. Die Dotierung perowskithaltiger Katalysatoren mit Palladium erhöht die Beständigkeit gegen Vergiftung durch Schwefel.

#### Zweitakt-Benzinmotor
Auch Zweitakt-Benzinmotoren, wie sie zum Beispiel heute noch in Krafträdern mit kleinem Hubraum eingebaut werden, können mit einem Oxidationskatalysator ausgerüstet werden. Ein Oxidationskatalysator kann hier den CO- sowie den beim Zweitakt-Benzinmotor beträchtlichen CmHn-Ausstoß mindern. Für ältere Kraftfahrzeuge mit Zweitakt-Benzinmotor, wie dem Trabant, gibt es Nachrüst-Oxidationskatalysatoren. Diese fanden jedoch kaum Anwendung, da sie technisch nicht hinreichend ausgereift waren und einen unwirtschaftlichen Preis hatten. Allgemein lassen sich die Schadstoffemissionen von Zweitaktmotoren im Vergleich zu Otto- und Viertakt-Dieselmotoren aufgrund der Spülverluste (hoher Anteil von Frischgas im Abgas) und der Verbrennung von Öl (bei Gehäusespülung) jedoch nicht so stark senken. Das Arbeitsprinzip des Zweitaktmotors mit eher geringer Verbrennungstemperatur bewirkt allerdings auch, dass von vornherein deutlich weniger Stickoxide entstehen als beim Viertakter.

### NOx-Speicherkatalysator
Moderne Magermix-Ottomotoren arbeiten mit einem Sauerstoffüberschuss zur Erhöhung des Motorwirkungsgrades. Herkömmliche Katalysatoren können daher nicht eingesetzt werden. Die Oxidation von CO und CmHn ist im Sauerstoffüberschuss (λ > 1) analog zum herkömmlichen Dreiwegekatalysator weiterhin möglich, jedoch entstehen dabei mehr Stickoxide (NOx). Deren katalytische Reduktion gelingt nur in einem stöchiometrischen bis fetten Abgasgemisch. Diese neuen Motoren benötigen daher eine weiterentwickelte Art von Katalysatoren mit zusätzlichen chemischen Elementen, die eine Zwischenspeicherung von Stickoxiden ermöglichen. Um die aktuellen Abgasnormen einzuhalten, sind auch Diesel-PKW  mit NOx-Speicherkatalysatoren ausgerüstet.
Auf geeigneten Trägern werden ein Edelmetallkatalysator wie Platin und eine NOx-Speicherkomponente, die meistens eine Verbindung eines Erdalkalimetalls wie Bariumcarbonat oder Bariumoxid ist, aufgebracht. In der mageren, das heißt sauerstoffreichen Atmosphäre werden die Stickstoffoxide unter der Wirkung des Edelmetallkatalysators in Form von Nitraten wie beispielsweise Bariumnitrat gebunden und somit aus dem Abgasstrom entfernt. Durch das regelmäßige kurzzeitige „Anfetten“ laufen diese Reaktionen zwischendurch in der entgegengesetzten Richtung ab, wodurch die NOx-Moleküle wieder in den Abgasstrom abgegeben und durch die in der fetten Atmosphäre vorhandenen reduzierenden Komponenten wie CmHn – unvollständig verbrannte Kohlenwasserstoffe – und/oder CO wieder reduziert werden – idealerweise zu N bzw. N2. Der Speicherkat kann NOx nur in einem Temperaturbereich von 250 bis 500 °C speichern. Dieses Temperaturfenster wird durch dreiflutige Abgasrohre oder Auspuff-Bypässe erreicht.
Ist die Aufnahmekapazität des Katalysators erschöpft, so wird seitens der Motorelektronik kurzzeitig ein fettes, reduzierendes Abgasgemisch eingestellt (circa zwei Sekunden lang). In diesem kurzen fetten Zyklus werden die im Katalysator zwischengespeicherten Stickoxide zu Stickstoff reduziert und damit der Katalysator für den nächsten Speicherzyklus vorbereitet. Durch dieses Vorgehen soll es möglich sein, die Schadstoffemissionen sparsamer Magermixmotoren zu minimieren und gültige Grenzwerte der Euro-Normen einzuhalten. Die Aufnahmekapazität (circa 60 bis 90 Sekunden) wird durch einen NOx-Sensor überwacht.

### SCR (Selektive Katalytische Reduktion)
Ein weiteres Verfahren zur Reduktion von Stickoxiden ist die selektive katalytische Reduktion. Hierbei wird kontinuierlich die genormte wässrige Harnstofflösung AUS 32, zum Beispiel mittels Dosierpumpe, in den Abgasstrom eingespritzt. Dort reagiert der Harnstoff mit den Stickoxiden im Abgas am SCR-Katalysator in einer Redox-Reaktion zu elementarem Stickstoff (N2) und Wasser. Das SCR-Verfahren wird inzwischen in zahlreichen Passagier- und Nutzfahrzeugen mit Dieselmotor eingesetzt, um vor allem die Abgas-Grenzwerte nach Euro 4, Euro 5 und Euro 6 einzuhalten.

## Erfüllung der heutigen Abgasgrenzwerte

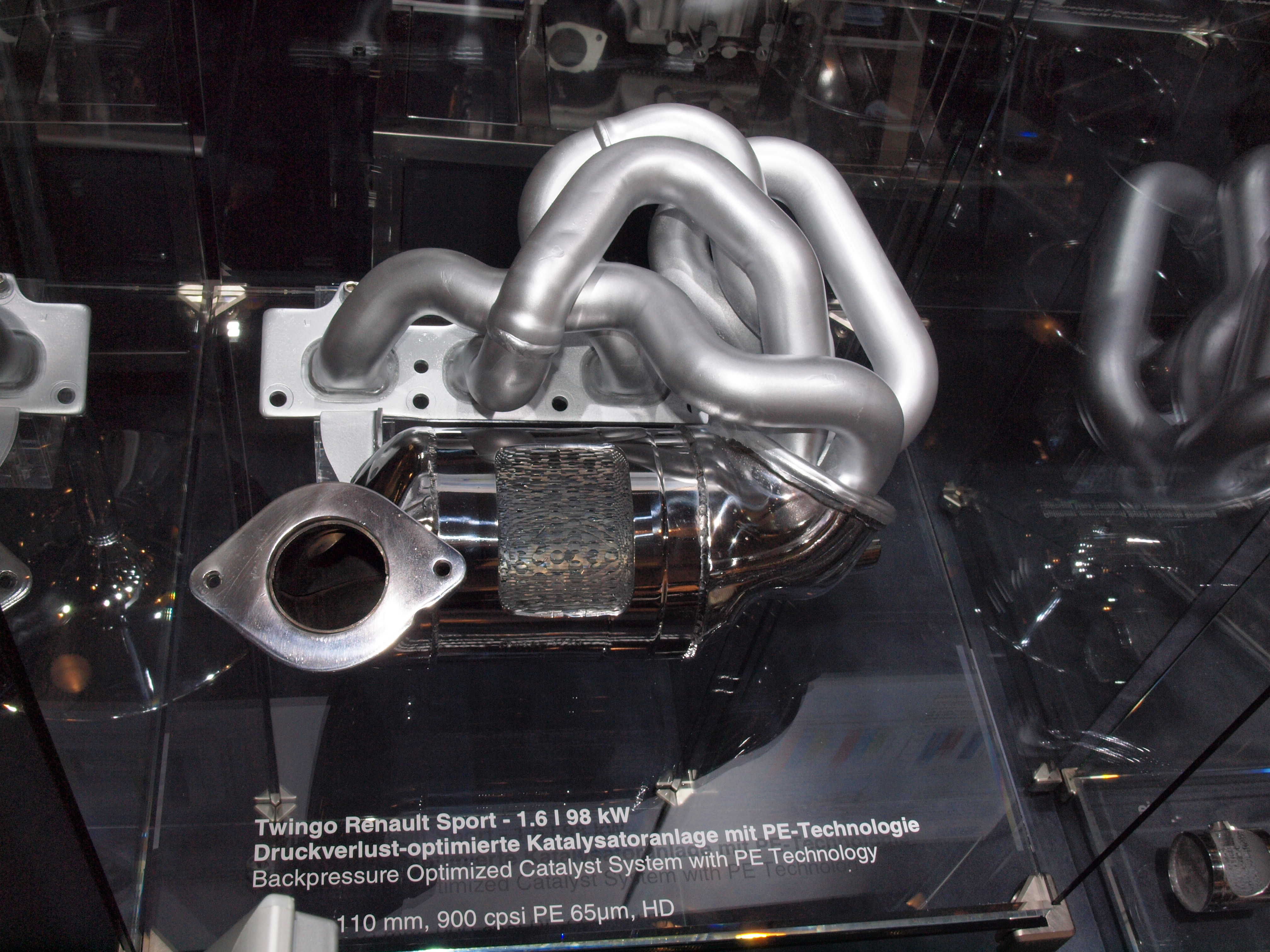
Motornaher Katalysator der Fa. Emitec (Typ Metalit) für die Sport-Kompaktmodelle vom Typ Renault Twingo Sport 1,6 Liter Hubraum mit einer Leistung von 98 kW.

Durch drastische Verkürzung der Kaltlaufphase konnten die Emissionen der Fahrzeuge erheblich gesenkt werden. Die Kaltstartphase kann durch folgende Maßnahmen verkürzt werden:
- möglichst motornahe Katalysatormontage, zum Beispiel direkt hinter dem Abgaskrümmer. Diese Maßnahme erfordert sehr wärmebeständige Werkstoffe sowie eine sehr gute Anströmung des Katalysators
- Lufteinblasung vor Katalysator mittels Sekundärluftgebläse, um durch eine exotherme Reaktion (Nachverbrennung der restlichen Kraftstoffanteile) den Katalysator schneller aufzuheizen[11][12]

- Doppelwandige Abgasrohre, damit die heißen Abgase nicht so schnell abkühlen können
- elektrisch beheizter Katalysator,
- Spätzündung.

Bei den meisten Serienfahrzeugen hat sich die motornahe Katalysatoranordnung durchgesetzt, da dies die kostengünstigste und kraftstoffsparendeste Methode ist.
Als Nachrüstlösung (primär für ältere Fahrzeuge mit serienmäßiger Euro-1-Einstufung) wurden in den 90er Jahren sogenannte Aufrüstkats angeboten. Neben dem Effekt einer besseren Umweltverträglichkeit sowohl in der Kaltlaufphase als auch im warmen Betriebszustand (im Gegensatz zum Kaltlaufregler) wurde damit im Regelfall auch eine Einstufung in eine bessere Schadstoffklasse verbunden, was eine teils deutliche Ersparnis bei der Kfz-Steuer zur Folge haben konnte.

## Weiterentwicklung
Um zukünftige, noch strengere Abgasgrenzwerte einzuhalten, sind derzeit verschiedene Entwicklungsschritte bei den Katalysatoren notwendig:
- verbesserte Beschichtungen, um je nach Anwendung Stickoxide (NOx) bereits während der Kaltstartphase zwischenzuspeichern und dann bei warmem Katalysator in unkritische Abgase umwandeln zu können.
- durch Herstellung extrem dünnwandiger Katalysator-Monolithe gilt es, ein schnelleres Anspringen des Katalysators zu erreichen und gleichzeitig den Abgasgegendruck zu reduzieren. Damit ist darüber hinaus ein geringerer Kraftstoffverbrauch verbunden.
- verbesserte Reaktion der Abgasmoleküle mit den Edelmetallen durch Änderung des Strömungsprofils. Mittels Querrillen oder Durchbrüchen in den Katalysator-Monolithen kann man eine sogenannte turbulente Strömung erreichen, während die kleinen und langen Kanäle herkömmlicher Katalysator-Monolithe ein laminares Strömungsprofil erreichen. Querrillen oder Durchbrüche gibt es bereits bei den Metall-Katalysatoren, die auch schon in der Großserie eingesetzt werden.

## Abgasgesetzgebung
In Teilen der USA waren Katalysatoren seit 1974 (damals noch ungeregelt) vorgeschrieben. In Europa schrieb zuerst die Schweiz im Alleingang ab 1986 für alle Neuwagen Katalysatoren vor; andere Länder wie Österreich und Schweden zogen bald nach. Ende 1984 beschloss Deutschland, den Einbau von Katalysatoren in Neufahrzeugen ab 1989 zur Auflage zu machen. Durch steuerliche Anreize ist der Einsatz von Katalysatoren deutlich beschleunigt worden, ab 1993 wurden dann nur noch Neufahrzeuge mit Drei-Wege-Katalysator zugelassen. Verzögert wurde die Einführung der Katalysatortechnik durch die Tatsache, dass bis Mitte der 1980er Jahre ausschließlich bleihaltiger Kraftstoff vertrieben wurde, der als Kontaktgift den Katalysator unbrauchbar macht. Fahrzeug- und Treibstoffhersteller sowie die Kfz-Nutzer standen der Einführung der bleifreien Kraftstoffe anfangs kritisch gegenüber.
Seit 1996 in Kalifornien und nachfolgend auch in der EU müssen Fahrzeugkatalysatoren durch ein Diagnosesystem überwacht werden. Bei einer Fehlfunktion des Katalysators wird der Fahrer mit der Motorkontrollleuchte zum Besuch einer Werkstatt aufgefordert.

## Kritik
Edelmetalle aus den Katalysatoren werden zu einem kleinen Anteil in die Umwelt abgegeben und können am Straßenrand nachgewiesen werden. Die Belastung an sehr stark befahrenen Straßen beträgt einige µg/kg in der Grastrockenmasse. Eine Studie von 2003  kam zum Fazit, dass Ertragsverluste und Wachstumsbeeinträchtigungen bei Nutzpflanzen nicht zu erwarten wären und dass die ermittelten Konzentrationen „bisher nicht für die menschliche Gesundheit relevant sind.“